# Église Sainte-Jeanne-d'Arc de Besançon
Pour les articles homonymes, voir Église Sainte-Jeanne-d'Arc.
L'église Sainte-Jeanne-d'Arc est une église catholique située dans le quartier de Bregille, à Besançon (Doubs).

## Histoire

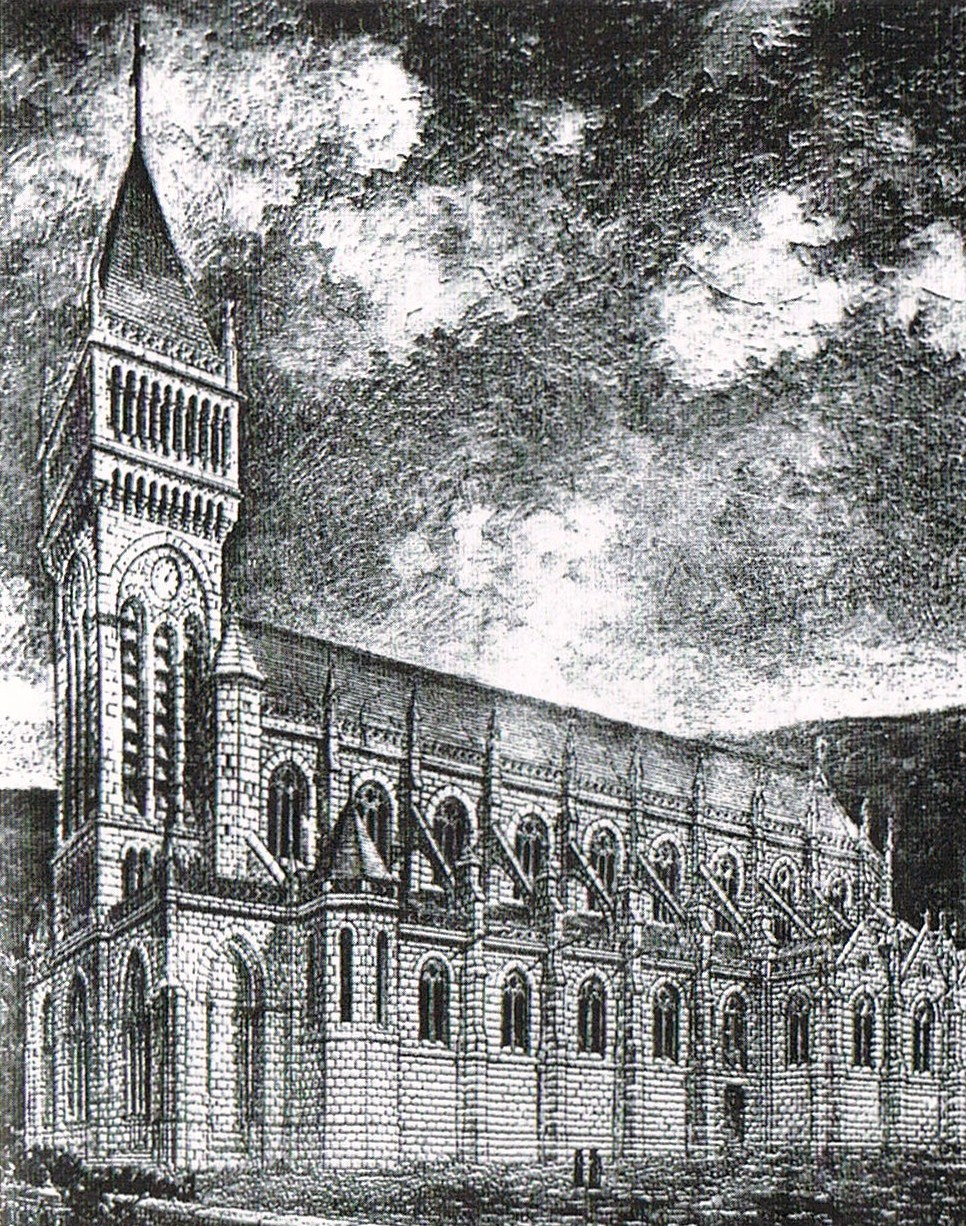
Plan de l'église par l'abbé Quinnez, dans les années 1920.

La première église située à Bregille était l'église Saint-Martin, et aurait été fondée dès le VIe siècle. Cette dernière, qui fut reconstruite à plusieurs reprises, fut définitivement détruite lors du siège de Besançon par l'armée liechtensteinoise, le 2 mai 1814. Le général Marulaz prit la décision très controversée de raser entièrement le quartier de Bregille ainsi que son église et son cimetière adjacent. Le quartier sera privé d'église pendant environ un siècle.
Cependant, dès 1901, l'archevêque de Besançon Fulbert Petit aménage une chapelle (la paroisse dite Saint-Lin) dans une usine désaffectée, qui est devenue par la suite un restaurant. L'édifice fut fermé en 1902 par le préfet du Doubs et rouvert en lieu de culte en 1906. Louis Pourchet, le premier curé de la paroisse mourut pour la France en 1916. La décision d'un véritable lieu de culte se fait cependant ressentir par la population bregillotte.
Lucine Bourriot, une habitante du quartier, achète en 1914 le terrain où est située actuellement l'église pour la somme de 40 000 francs de l'époque, ainsi que la cloche dite Marie Lucie. L'abbé Quinnez alors curé de la paroisse de Saint-Lin est chargé par l'archevêque de Besançon Humbrecht de construire une basilique dédiée à Jeanne d'Arc. La première pierre de l'édifice est posée en 1930, alors que la paroisse de Saint-Lin est devenue paroisse de Sainte-Jeanne-d'arc au cours de l'année 1924.
Pourtant, quand le chœur fut achevé en 1933, les travaux de l'église sont brutalement interrompus et le bâtiment est fermé provisoirement. L'abbé Court reprend finalement en 1948 la paroisse et reprend les travaux. Le projet initial fondé sur les plans de l'abbé Quinnez est abandonné au profit d'une esquisse de M. Dumas, architecte suisse. Les nouveaux plans présentent alors un édifice associant le style néogothique et le style moderne, où s'intègre un clocher droit de 31 mètres de haut surmonté d'une croix, bien que cette dernière soit finalement rejetée par une commission d'art sacré en 1952.
En 1956, les travaux sont finalement autorisés et en 1961 l'église est officiellement consacrée par Monseigneur Marcel-Marie Dubois. Ce n'est qu'en 2002 que la cloche est installée lors de travaux de rénovation. Depuis 2006, des salles situées à l'arrière de l'édifice sont mises à la disposition des chrétiens orthodoxes.

## Images

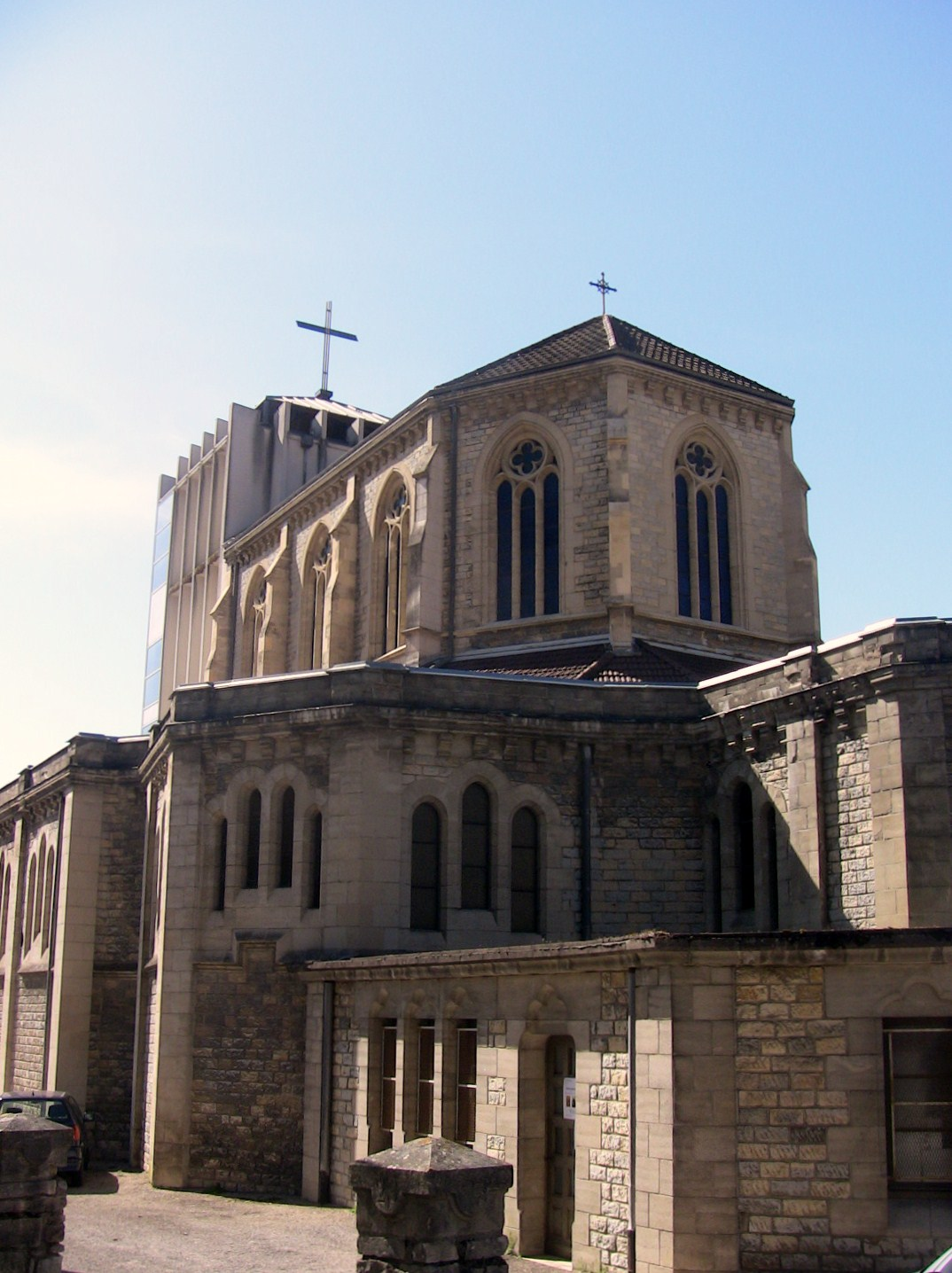
L'arrière du bâtiment.
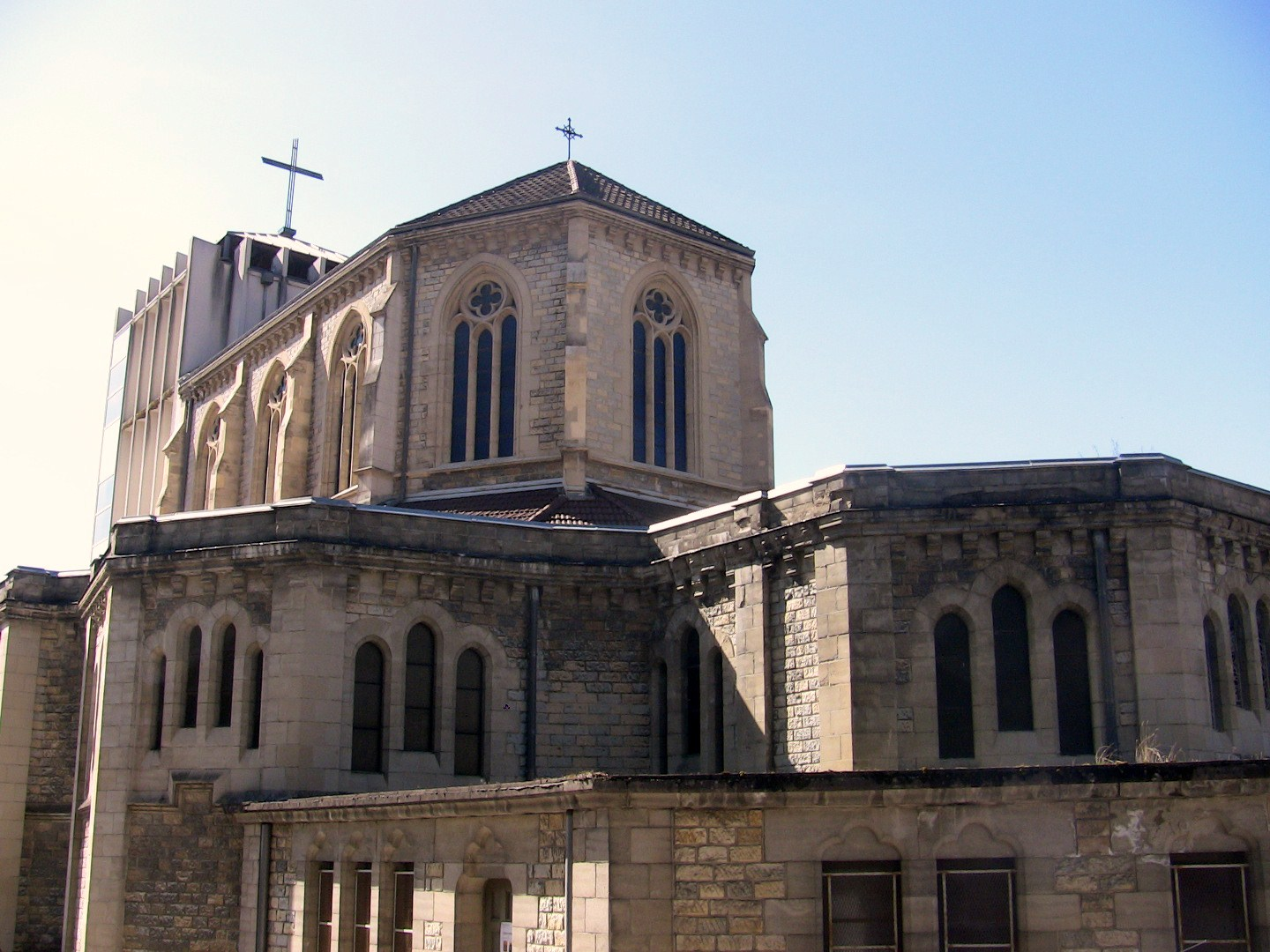
Un autre aperçu de l'arrière de l'église